# Augochlora lorenzinis
Augochlora lorenzinis är en biart som beskrevs av Embrik Strand 1910. Augochlora lorenzinis ingår i släktet Augochlora och familjen vägbin. Inga underarter finns listade.